# 두코
두코는 포켓몬스터 시리즈에 등장하는 가공의 캐릭터(몬스터)이다.

## 같이 보기
- 포켓 몬스터
- 포켓몬의 목록